# Sveriges Mekanförbund
Sveriges Mekanförbund var Sveriges verkstadsindustris branschorganisation åren mellan 1946 och 1992. Dess viktigaste uppgift var att samordna standardiseringsarbetet. Andra betydelsefulla insatser var verkstadsindustrins allmänna leveransbestämmelser samt den normalkontoplan, som kom att användas av alla Sveriges större industrier under 1900-talets andra hälft. Den ersattes successivt av den BAS-kontoplan som sedan utvecklades.

Ett forskningsråd inrättades under 1960-talet, vilket ledde till en med staten gemensamt finansierad verkstadsteknisk forskning. Mycket av den förlades till Institutet för verkstadsteknisk forskning (IVF), som anlades 1964 i Göteborg. Resultaten publicerades i skriftserien "Mekannytt".

## Historia
Branschföreningar inom industrin ägnar sig åt frågor rörande exempelvis handel, forskning, utbildning, standardisering, miljö, skatter och statistik, men de är inte förhandlingsparter i anställningsfrågor. Sveriges äldsta industriella branschförening är Jernkontoret, som grundades 1747. Flertalet andra har sitt ursprung efter sekelskiftet 1900.

Sveriges maskinindustriförening (SMF) bildades 1911. Det skedde främst för att anpassa tillverkningen av maskindelar så att det skulle vara möjligt att använda i olika företag. 1919 bildades Svenska verkstadsindustrins standardcentral (SMS), vilken sedan kom att samarbeta med bl.a. Sveriges standardiseringskommission, Tekniska nomenklaturcentralen, Konsumentinstitutet och ett flertal internationella sammanslutningar. Med samma syften startade Sveriges elektroindustriförening (Elif) 1918.

SMF och Elif gick 1946 ihop och bildade tillsammans med Järn- och metallmanufakturföreningen, Sveriges Mekanförbund.

År 1992 avslutades stora delar av Mekanförbundets verksamhet och återstoden slogs samman med Sveriges verkstadsförening varvid Föreningen Sveriges Verkstadsindustrier (VI) bildades. Tio år senare ändrades detta namn till Teknikföretagen.

## Chefer
Sveriges Mekanförbund har haft följande chefer (verkställande direktörer):
- 1915–1935: Amos Kruse (Sveriges Maskinindustriförening, 1915-1919 fanns ingen VD, Amos Kruse ledde verksamheten som ombudsman)
- 1935–1954: Alrik Björklund (Sveriges Maskinindustriförening intill 1946)
- 1954–1980: Nils Lundqvist
- 1980–1986: Roland Kiessling
- 1986–1992: Anders Tollstén

## Ordförande
- 1911–1912: Hugo Hammar (Sveriges Maskinindustriförening)
- 1912–1919: Hadar Hallström (Sveriges Maskinindustriförening)
- 1920–1925: Hugo Hammar (Sveriges Maskinindustriförening)
- 1926–1939: Gunnar Jacobsson (Sveriges Maskinindustriförening)
- 1940–1944: Arthur Lindén (Sveriges Maskinindustriförening)
- 1945–1946: Helge Ericson (Sveriges Maskinindustriförening)
- 1947–1949: Herman Pyk
- 1950–1952: Thure Öberg
- 1953–1955: Gunnar Dalén
- 1956–1957: Bror Lagercrantz
- 1958–1960: Gunnar Dalén
- 1961–1965:
- 1966–1970:
- 1971–1972: Ulf Styren
- 1973–1974: Hans Stahle
- 1975–1977: Bengt Lagercrantz
- 1978–1978: Bengt Hökby
- 1979–1989: Bengt Berg
- 1989–1991: Bengt Eskilson